# San Antonio, Amealco de Bonfil
San Antonio är en ort i Mexiko.   Den ligger i kommunen Amealco de Bonfil och delstaten Querétaro Arteaga, i den sydöstra delen av landet, 120 km nordväst om huvudstaden Mexico City. San Antonio ligger 2 467 meter över havet och antalet invånare är 108.
Terrängen runt San Antonio är varierad. Runt San Antonio är det ganska tätbefolkat, med 120 invånare per kvadratkilometer. Närmaste större samhälle är Amealco, 13,9 km nordväst om San Antonio. I omgivningarna runt San Antonio växer i huvudsak blandskog.